# Сатівасур
Сатівасур (ісп. Sativasur; Сатіва мовою Чибча буквально означає Капітан Сонця) — місто й муніципалітет у колумбійській провінції Північна Бояка (департамент Бояка).

## Історія
Міста Сатіванорте й Сатівасур до іспанського завоювання мали єдину назву Сатіва. Територію сучасного міста населяли муїски, допоки 1540 року її не завоювали іспанські конкістадори Гонсало Суарес Рендон та Ернан Перес де Кесада. Сучасний Сатівасур було засновано 30 січня 1720 року.